# Ютазинской Кумысолечебницы
Ютазинской Кумысолечебницы — поселок в Ютазинском районе Татарстана. Входит в состав Ютазинского сельского поселения.

## География
Находится в юго-восточной части Татарстана на расстоянии приблизительно 8 км на запад по прямой от районного центра поселка Уруссу вблизи железнодорожной линии Ульяновск-Уфа.

## История
Основана в начале XX века как помещичья дача. В 1932 на её базе была открыта кумысолечебница (санаторий «Ютаза») для лечения больных туберкулёзом. Позднее была построена и база отдыха «Кумыс-Тау».

## Население
Постоянных жителей было: в 1938 — 63, в 1958 и 1970 — по 84, в 1979 — 91, в 1989 — 29, в 2002 году 54 (татары 61 %, русские 31 %), в 2010 году 48.